# Albania en los Juegos Europeos de Bakú 2015
Albania participó en los Juegos Europeos de Bakú 2015 con una delegación de 28 deportistas. Responsable del equipo nacional fue el Comité Olímpico Nacional de Albania, así como las federaciones deportivas nacionales de cada deporte con participación.
El equipo de Albania no obtuvo ninguna medalla en estos Juegos.